# Slowakei-Rundfahrt 1966
Das Etappenrennen Slowakei-Rundfahrt 1966 (slowakisch Okolo Slovenska) führte vom 10. bis 16. August über sieben Etappen. Gesamtsieger wurde Pavel Konečný, ohne eine Etappe gewonnen zu haben. Die Rundfahrt war nur für Amateure offen. Das Rennen gehörte zur Jahreswertung des Amateurweltverbandes A.I.O.C.C. der Union Cycliste Internationale (UCI).

## Teilnehmer
Am Start waren 60 Radrennfahrer. Mannschaften zu je fünf Fahrern stellten die gastgebende Slowakei (Auswahlmannschaften Straße und Bahn), die Tschechoslowakei (zwei Auswahlmannschaften) die DDR, Ungarn, Italien, sowie fünf einheimische Vereinsmannschaften.

## Rennen
Veranstalter war der tschechoslowakische Radsportverband. Die Gesamtdistanz betrug 1.090 Kilometer. Die Etappensieger erhielten eine Zeitgutschrift von einer Minute, der Zweite jeweils 30 Sekunden.

## Etappen
Die Rundfahrt hatte insgesamt sieben Etappen ohne Ruhetag.

### 1. Etappe
Die erste Etappe war in zwei Halbetappen aufgeteilt. Den ersten Abschnitt von Bratislava nach Nitra über 86 Kilometer gewann Jaroslav Kvapil. Den zweiten Abschnitt von Nitra nach Veľký Krtíš gewann Bernhard Eckstein.

### 2. Etappe
Die 2. Etappe führte von Veľký Krtíš nach Rožňava über eine Strecke von 173 Kilometern. Jaroslav Bugner gewann vor Bernd Knispel. Beide hatten mehr als drei Minuten Vorsprung herausgefahren.

### 3. Etappe
Die 3. Etappe führte von Rožňava nach Prešov. 120 Kilometer waren zu fahren. Karl-Heinz Kazmierczak gewann mit geringen Vorsprung vor dem Hauptfeld.

### 4. Etappe
Die 4. Etappe führte über 144 Kilometer von Prešov nach Svit und endete mit einem Massensprint, den Jiří Hava gewann.

### 5. Etappe
Die 5. Etappe wurde von Svit nach Liptovský Mikuláš gefahren, die Distanz betrug 140 Kilometer. Aus dem großen Feld heraus gewann der Slowake Pavol Jelen die Etappe.

### 6. Etappe
Die 6. Etappe ging von Liptovský Mikuláš nach Prievidza über 162 Kilometer. Jiří Zelenka gewann den Sprint des Feldes. Pavel Konečný, der seit dem ersten Tag der Rundfahrt in der Gesamtwertung führte, blieb Spitzenreiter.

### 7. Etappe
Die 7. Etappe führte von Prievidza nach Bratislava. 167 Kilometer waren zu fahren. Karl-Heinz Kazmierczak gewann seine zweite Etappe. Er kam als Solist mit geringem Vorsprung ins Ziel.

### Einzel (Gelbes Trikot)
Im Endklassement konnte sich Pavel Konečný den Gesamtsieg sichern. Die einheimischen Fahrer dominierten das Rennen durch ein geschlossenes taktisches Verhalten. Pavel Doležel war in allen wichtigen Spitzengruppen dabei und sicherte sich so den zweiten Platz.
| Platz | Name            | Mannschaft         | Zeit        |
| ----- | --------------- | ------------------ | ----------- |
| 1.    | Pavel Konečný   | Tschechoslowakei A | 27:43:06 h  |
| 2.    | Pavel Doležel   | Tschechoslowakei B | + 0:45 min  |
| 3.    | Jiří Háva       | Tschechoslowakei A | + 1:00 min  |
| 4.    | Bernd Knispel   | DDR                | + 1:03 min  |
| 5.    | Jaroslav Bugner | Tschechoslowakei B | + 11:37 min |

### Mannschaft
Der Mannschaftswertung konnte die Auswahlmannschaft A der Tschechoslowakei vor der Slowakei A und der DDR gewinnen.

### Bergwertung
Die Bergwertung gewann Matej Laczo vor Eckstein.

### Sprintwertung
Die Sprintwertung gewann Jiří Hava.